# Salsipaludibacterales
Salsipaludibacterales es un orden de bacterias grampositivas de la clase Nitriliruptoria. Contiene una sola familia (Salsipaludibacteraceae), un género (Salsipaludibacter) y una especie: Salsipaludibacter albus. Fue descrito en el año 2022. Su etimología hace referencia a bacteria de un pantano salado. El nombre de la especie hace referencia a blanco. Es aerobia e inmóvil. Catalasa y oxidasa positivas. Tiene un tamaño de 0,3-0,6 μm de ancho por 0,6-2 μm de largo. Forma colonias pequeñas, circulares, convexas y de color blanco tras 7 días de incubación. Temperatura de crecimiento entre 15-40 °C, óptima de 20-30 °C. Tiene un genoma de 4,25 Mpb y un contenido de G+C de 71,8%. Se ha aislado de salinas en Aveiro, Portugal. 